# أدب الحجاز (كتاب)
أدب الحجاز كتاب أدبي من تأليف محمد سرور الصبان، يعد أول إصدار أدبي طبع ونشر بعد توحيد المملكة العربية السعودية، وصدر الكتاب عام 1923م (1344هـ) متضمّناً تراجم موجزة لستة عشر أديباً، ونماذج مختارة من إنتاجهم الشعري والنثري.
وطبع الكتاب في المطبعة العربية في مصر لصاحبها خير الدين الزركلي عام 1344هـ. وجاء على الغلاف أن الكتاب طبع على نفقة: «المكتبة الحجازية بمكة المكرمة، وحقوق الطبع محفوظة لها».
وقد أعادت المجلة العربية طباعة الكتاب عام 1444هـ بمناسبة مرور 100 عام على صدوره بتقديم حسين محمد بافقيه.

## محتويات الكتاب
- ذكر الصبان في مقدمة الكتاب أنه «صفحة فكرية وجيزة من شعر الشبيبة الحجازية ونثرها، لهذا العهد، ولأول مرة في التاريخ الأدبي لهذه البلاد، بعد فترة طويلة وقرون كثيرة، قضى بها سوء الطالع لهذه الأمة ولهذا الوطن، أن يكون علم الأدب فيها غريباً، والأديب مبتذلاً».[1]
- قسم الصبان الكتاب إلى قسمين: قسم المنظوم يبدأ من من ص8 إلى ص33، وقسم المنثور ويبدأ من ص34 إلى ص78، ثم ترجمة للصبان نفسه وإضافة بعض المقاطع.
- وتضمن القسم الأول قصائد لكل من: عبد الوهاب آشي، محمد صبحي، محمد حسن عواد، محمد عمر عرب، محمد صلاح خليدي، محمد سعيد العامودي، عبد القادر عثمان، عبد الوهاب النشار، شاعر حجازي لم يشأ ذكر اسمه.
- نجد في القسم الثاني المنثور مشاركات لكل من: محمد جميل حسن، حامد كعكي، محمد سعيد العامودي، عبد الوهاب الآشي، عثمان قاضي، محمد حسن عواد، محمد البياري، محمد علي رضا، محمد عمر عرب، عبد الوهاب النشار، عبد الله فدا، محمد شيخ حمدي.[2]